# Pendeulwyn
Pendeulwyn (En anglès Pendoylan) és una vil·la rural situada al county borough de Bro Morgannwg, a Gal·les. El seu nom en gal·lès vol dir "Cap de dues arbredes", i el poble ha guanyat molts premis en les competicions Best Kept Village, a més a més de contenir 27 entrades a la base de dades dels tresors del Consell del Comtat, 13 dels quals són edificis protegits.

## Localització
L'àrea de la parròquia de Pendeulwyn, d'unes 1500 hectàrees, està situada entre la carretera A48 i l'autopista M4, a la vora de la vall. S'inclina cap avall per un escarpament a l'oest, l'indret de Hensol Forest, i està delimitat a l'est pel Riu Ely. Al nord-oest limita amb Tredodridge.

## Història
L'àrea de la comunitat de Pendeulwyn és molt rica en història. Hi ha evidències d'activitat prehistòrica en dos jaciments a l'est, a més a més d'un castell de mota al nord. La parròquia, que està dedicada a Sant Cadoc (nascut al voltant del 497), podria haver estat fundada durant la seva vida, i s'hi troba un pou que porta el seu nom, així com un altre que porta el de Sant Teilo. La fèrtil terra de Caerwigau va ser adquirida per la família normanda dels de Bonvils i, durant el Segle XII, 40 acres de terreny (uns 160.000 m2) van ser concedits als Cavallers Hospitalers, qui van llogar-les als monjos de Margham. Més endavant van adquirir més terrenys i hi van erigir una capella. També hi ha una granja amb fossat del segle xiii o xiv a Caerwigau. Durant el XIV, una família coneguda com a “Llewelyn of Caerwigga” s'hi va establir. L'antiga casa senyorial va ser fundada durant l'Època Tudor, es coneix avui com a Caerwigau Isaf, i és considerat un edifici protegit de grau II. El primer registre d'un sacerdot a Pendeulwyn és de principis del segle xiii. Era un “Urban” “Sacredos de Pondewelin”, però hi ha un llistat complet de tots els titulars durant l'Època elisabetiana.
La finca de Hensol data, com a mínim, de principis del Segle XV, i la Hensol House (actualment Hensol Castle, llistat amb grau I) va ser construïda al Segle XVI. Ha estat casa de personatges eminents, inclosos el jutge David Jenkins (1582-1663), l'acèrrim monàrquic que gairebé va perdre el cap durant la Guerra Civil Anglesa, Charles Talbot (1685–1737), que va servir al govern de Walpole com a Lord canceller, el 1733, adoptant el títol de Baró Talbot de Hensol, Benjamin Hall (1778–1817), el fill del qual es va convertir en el primer Baró de Llanover i va donar el seu nom al Big Ben del Palau de Westminster i l'“Iron King” de Merthyr Tydfil, William Crawshay II (1788–1867), qui més tard va dissenyar el Castell de Cyfarthfa, Rowland Fothergill (1794–1871), d'Abernant, qui el 1853 va encarregar a David Brandon reconstruir l'Església Parroquial de Pendeulwyn, i la seva germana Mary (1797–1887), que va construir i dotar un nou edifici escolar al poble en la seva memòria el 1873.

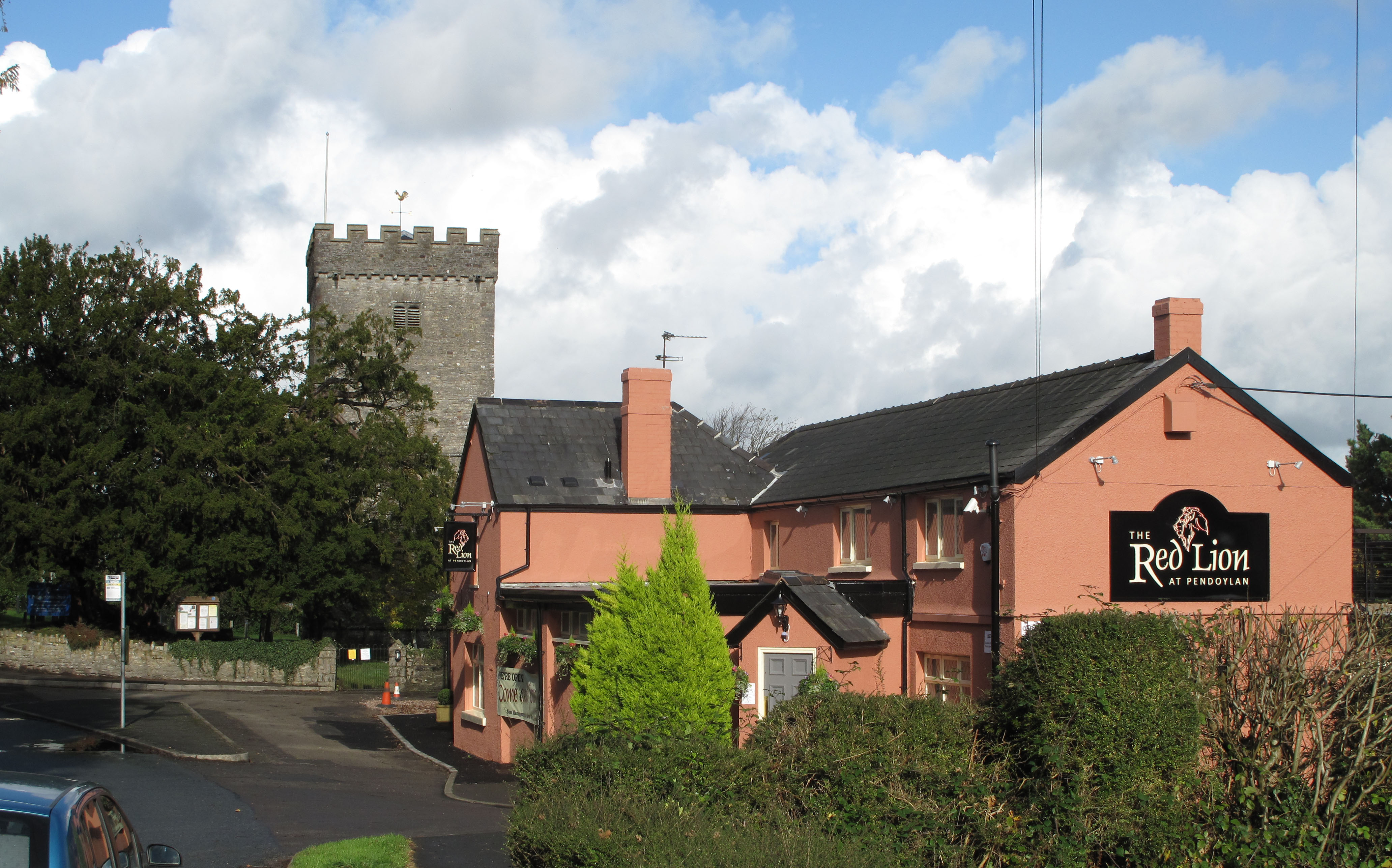
Església de Pendoylan i el Pub de la vil·la (Novembre de 2011)

Després que Pendeulwyn guanyés la categoria ambiental de la competició Calor Village of the Year for Wales el 2004, Carles de Gal·les i Camil·la de Cornualla van visitar el poble i hi van passar la nit el 14 de juliol de 2005. Van inaugurar una placa i, en el seu discurs, van dir que "és una gran joia que un llogaret tingui un funcionament tan meravellós i, alhora, tal sentiment de comunitat".

## Equipaments
L'església parroquial està dedicada a Sant Cadoc. Conté pintures interessants que es poden identificar com d'època prereformista, i l'arc del presbiteri és d'estil perpendicular del segle xiv. Altres pintures són del segle xiv, del XV i del XVI, amb modificacions del segle xix. Hi ha una fila de sis cases situades al nord de l'església que van ser construïdes el 1817 com a asils, llegat de £50 d'Earl Talbot de Hensol, i £50 més de Philip John. Eren edificacions molt bàsiques de dues plantes, amb una cuina i xemeneia. La núm. 1 va ser adaptada posteriorment com a escola.
L'escola del poble és d'educació primària. Va estar a punt de ser clausurada durant la dècada de 1980, ja que la seva capacitat havia passat de 103 alumnes el 1981 a 74 el 1986. Amb l'arribada d'una nova direcció el 1994, es va convertir en una escola molt més popular, amb més de 220 alumnes, molts dels quals venien de fora de la parròquia. Tots els edificis temporals van ser canviats per estructures temporals entre els anys 2011 i 2012.
El Pub de la vil·la s'anomena 'The Red Lion'. A l'interior hi ha records de principis del segle xix, quan el pub era també una farmàcia, però probablement és més antic encara. El juliol del 2010 va tancar, reobrint posteriorment l'octubre del 2011, després d'una reforma completa. A més a més de bar, és un restaurant amb capacitat per a 150 persones. Des de la terrassa es poden veure panoràmiques de la vall de l'Ely.